# Александър Деянов
Александър Христов Деянов, известен като SkilleR, е български музикант, световен шампион по бийтбокс. Наричан е още „Бързата уста“ на Изтока.

## Биография
Роден е на 20 август 1988 г. в София. Той е един от първите, които внасят културата на бийтбокса в България. На 19 години той става първият бийтбокс шампион на България през 2007 г.
Skiller се изявява на международни сцени в Япония, САЩ, Англия, Германия, Русия, Италия, Австрия, Швейцария, Чехия, Румъния, Сърбия, Словакия, Гърция и др. Изнася пърформанси на една сцена с международни величия като: Shaggy, Lumidee, Outlandish, Jaba, Noha, Stereo MCs, Transglobal Underground, Foreign Beggars и др.
SkilleR изкарва бийтбокса извън традиционните хип-хоп влияния, като съчетава много голям спектър от стилове.
Печели престижната награда Икар на официалната церемония на Съюза на артистите в България за най-добър музикален пърформанс в „Ноктюрно – от прахта до сиянието“, 2011 г.
Броени дни след като получава ИКАР, SkilleR става шампион за 2011 г. на най-голямото международно бийтбокс състезание „BSCENE GRAND BEATBOX BATTLE 2011“ в Базел, Швейцария. Освен първото място, SkilleR грабва безапелационно и другата голяма награда в състезанието – „Best Show“.
През март 2012 г. SkilleR печели световната титла на провелия се в Берлин Beatbox Battle World Championship 2012. В продължилото повече от десет часа състезание, Александър Деянов преборва представители на повече от 70 държави и се налага над шампионите на Русия, САЩ, Англия, Франция, Германия, Канада, Испания, Япония и много други.
Брат е на певицата ЛиЛана и син на известния лекар, музикант и ТВ водещ Христо Деянов.
На 25 април 2020 Александър Деянов – SkilleR и сестра му ЛиЛана са арестувани при акция на специализираната прокуратура и полицията с обвинение в злоупотреба с пари от европейски фондове по програма „Иновации и конкурентоспособност“.